# İstanbul Futbol Ligi 1925/26

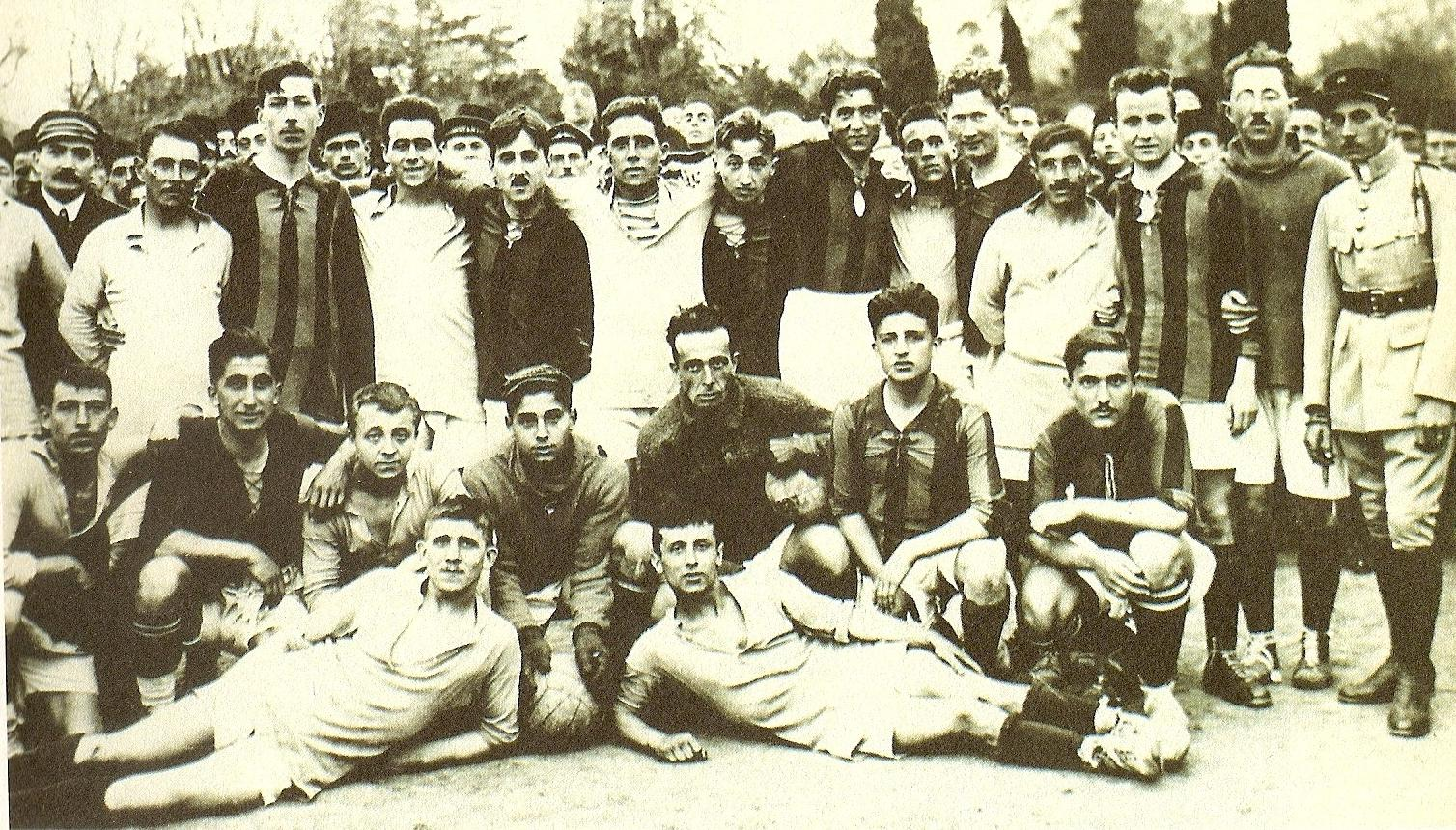
Die Meister der Saison 1925/26: Galatasaray Istanbul.

Die İstanbul Futbol Ligi 1925/26 war die 13. ausgetragene Saison der İstanbul Futbol Ligi. Meister wurde zum sechsten Mal Galatasaray Istanbul.

## Teilnehmende Mannschaften
| - Altınordu İdman Yurdu - Anadolu - Beşiktaş Istanbul - Beylerbeyi SK - Beykozspor - Fatih İdman Yurdu - Fenerbahçe Istanbul | - Galatasaray Istanbul - Haliç SK - Harbiye SK - Hilal - Süleymaniye - Üsküdar İdman Ocağı - Vefa Istanbul |

## Viertelfinale
| Datum            |                      | Ergebnis |                   |
| ---------------- | -------------------- | -------- | ----------------- |
| 12.03. 16:00 Uhr | Üsküdar İdman Ocağı  | 3:3      | Fatih İdman Yurdu |
| 26.03. 14:00 Uhr | Beylerbeyi SK        | 0:1      | Vefa Istanbul     |
| 26.03. 16:00 Uhr | Galatasaray Istanbul | 6:2      | Beykozspor        |
| 16.04. 14:00 Uhr | Fenerbahçe Istanbul  | 3:2      | Harbiye SK        |

Entscheidungsspiel
| Datum            |                     | Ergebnis |                   |
| ---------------- | ------------------- | -------- | ----------------- |
| 19.03. 14:00 Uhr | Üsküdar İdman Ocağı | 3:4      | Fatih İdman Yurdu |

## Halbfinale
| Datum            |                      | Ergebnis |                   |
| ---------------- | -------------------- | -------- | ----------------- |
| 16.04. 16:00 Uhr | Galatasaray Istanbul | 2:1      | Vefa Istanbul     |
| 23.04. 14:00 Uhr | Fenerbahçe Istanbul  | 9:0      | Fatih İdman Yurdu |

## Finale

### Hinspiel
| Galatasaray Istanbul                                     | Galatasaray Istanbul | Fenerbahçe Istanbul | Fenerbahçe Istanbul |
| -------------------------------------------------------- | --- | --- | ------------------- |
| Galatasaray Istanbul                                     | \| Finale (Hinspiel) \| \| 30. April 1926 um 16:45 Uhr in Istanbul (Taksim-Stadion) \| \| Ergebnis: 3:0 (3:0) \| \| Schiedsrichter: Kemal Halim Gürgen \| \| Spielbericht \|                             | \| Finale (Hinspiel) \| \| 30. April 1926 um 16:45 Uhr in Istanbul (Taksim-Stadion) \| \| Ergebnis: 3:0 (3:0) \| \| Schiedsrichter: Kemal Halim Gürgen \| \| Spielbericht \| | Fenerbahçe Istanbul |
| Galatasaray Istanbul                                     | Ulvi Yenal – Burhan Atak, Mehmet Nazif Gerçin, Kemal Rıfat Kalpakçıoğlu, Nihat Bekdik, Hayri Gönen, Mithat Ertuğ, Muslih Peykoğlu, Kemal Faruki, Vedat Abut, Mehmet Leblebi Cheftrainer: Billy Hunter () | Şekip Kulaksızoğlu – Cafer Çağatay, Kadri Göktulga, Sabih Arca, Cevat Seyit, Hakkı, Alâaddin Baydar, Zeki Rıza Sporel, İhsan, Bedri Gürsoy, Sedat Taylan                     | Fenerbahçe Istanbul |
| Galatasaray Istanbul                                     | 1:0 Muslih Peykoğlu (25.) 2:0 Muslih Peykoğlu (37.) 3:0 Nihat Bekdik (40., Elfmeter) | | Fenerbahçe Istanbul |
| Galatasaray Istanbul                                     | Mithat Ertuğ (65.) | | Fenerbahçe Istanbul |
| Finale (Hinspiel)                                        | | |                     |
| 30. April 1926 um 16:45 Uhr in Istanbul (Taksim-Stadion) | | |                     |
| Ergebnis: 3:0 (3:0)                                      | | |                     |
| Schiedsrichter: Kemal Halim Gürgen                       | | |                     |
| Spielbericht                                             | | |                     |

### Rückspiel
| Galatasaray Istanbul                                   | Galatasaray Istanbul | Fenerbahçe Istanbul | Fenerbahçe Istanbul |
| ------------------------------------------------------ | --- | --- | ------------------- |
| Galatasaray Istanbul                                   | \| Finale (Hinspiel) \| \| 14. Mai 1926 um 17:05 Uhr in Istanbul (Taksim-Stadion) \| \| Ergebnis: 3:1 (1:0) \| \| Schiedsrichter: Kemal Halim Gürgen \| \| Spielbericht \|                                | \| Finale (Hinspiel) \| \| 14. Mai 1926 um 17:05 Uhr in Istanbul (Taksim-Stadion) \| \| Ergebnis: 3:1 (1:0) \| \| Schiedsrichter: Kemal Halim Gürgen \| \| Spielbericht \| | Fenerbahçe Istanbul |
| Galatasaray Istanbul                                   | Rasim Atala – Mehmet Nazif Gerçin, Kemal Rıfat Kalpakçıoğlu, Burhan Atak, Mithat Ertuğ, Hayri Gönen, Nihat Bekdik, Mehmet Leblebi, Kemal Faruki, Vedat Abut, Muslih Peykoğlu Cheftrainer: Billy Hunter () | Hamit Akbay – Kadri Göktulga, Sabih Arca, Hakkı, Ulvi, Cevat Seyit, İhsan, Alâaddin Baydar, Zeki Rıza Sporel, Bedri Gürsoy, Seyfi                                          | Fenerbahçe Istanbul |
| Galatasaray Istanbul                                   | 1:0 Mehmet Nazif Gerçin (43., Elfmeter) 2:0 Vedat Abut (60.) 3:1 Nihat Bekdik (78.) | 2:1 Alâaddin Baydar (73.) | Fenerbahçe Istanbul |
| Galatasaray Istanbul                                   | Platzverweis: Sabih Arca (70.) | | Fenerbahçe Istanbul |
| Finale (Hinspiel)                                      | | |                     |
| 14. Mai 1926 um 17:05 Uhr in Istanbul (Taksim-Stadion) | | |                     |
| Ergebnis: 3:1 (1:0)                                    | | |                     |
| Schiedsrichter: Kemal Halim Gürgen                     | | |                     |
| Spielbericht                                           | | |                     |